# 61 Virginis
61 Virginis – gwiazda podobna do Słońca, położona w gwiazdozbiorze Panny, oddalona od Ziemi o 28 lat świetlnych. Posiada ona układ planetarny, złożony z trzech mało masywnych planet, których odkrycie ogłoszono w 2009 roku. Oprócz planet, gwiazdę okrąża także dysk pyłowy, rozciągający się od 120±20 do 220±10 j.a.

## Układ planetarny
Znane planety krążące wokół 61 Vir mają orbity ciaśniejsze niż orbita Wenus w Układzie Słonecznym i wysokie temperatury powierzchniowe. Pomiary wskazują, że w układzie nie ma planet masywniejszych od Jowisza, ale mniejsze ciała mogą mieć stabilne orbity także w ekosferze gwiazdy.
Wewnętrzna planeta o masie 5,1 masy Ziemi jest prawdopodobnie ciałem skalistym – superziemią. Dwie planety krążące po dalszych orbitach mają masy podobne do Neptuna i zapewne należą do klasy tzw. gorących neptunów. Istnienie planety "d" bywa kwestionowane.

## Widok z 61 Virginis
Słońce jest widoczne z tego układu planetarnego jako mała gwiazdka przyćmiewana blaskiem pobliskiego Syriusza. Najjaśniejszą gwiazdą nieba jest Arktur (jasność -1,01m).